# Lanleng
Lanleng (kinesiska: 兰棱, 兰棱镇) är en köping i Kina. Den ligger i provinsen Heilongjiang, i den nordöstra delen av landet, omkring 69 kilometer sydväst om provinshuvudstaden Harbin. Antalet invånare är 39 044. Befolkningen består av 19 073 kvinnor och 19 971 män. Barn under 15 år utgör 13,0 %, vuxna 15-64 år 78 %, och äldre över 65 år 7,0 %.
Genomsnittlig årsnederbörd är 728 millimeter. Den regnigaste månaden är juli, med i genomsnitt 160 mm nederbörd, och den torraste är januari, med 6 mm nederbörd.